# Mind Games (альбом)
Mind Games — четвертий студійний альбом англійського музиканта Джона Леннона. Він був записаний на студії Record Plant у Нью-Йорку влітку 1973 року. Альбом вийшов у США 29 жовтня 1973 року, а у Великій Британії — 16 листопада 1973 року. Це був перший самостійний запис Леннона без допомоги Філа Спектора. Як і його попередній альбом, політично актуальний і дещо різкий Some Time in New York City, Mind Games отримав змішані відгуки після виходу. Він досяг 13-го місця у Великобританії та 9-го у США, де був сертифікований золотим.
Альбом був записаний, коли Леннон мав труднощі з імміграцією до США і на початку його 18-місячного розставання з Йоко Оно. Заголовний трек вийшов як сингл одночасно з альбомом. Сам альбом пізніше перевидавався кілька разів протягом 1970-х і 1980-х років.

## Передумови
На початку 1973 року Джон Леннон почав дистанціюватися від політичних та соціальних питань, які його хвилювали протягом попередніх 18 місяців. Приблизно в цей же час у нього та його дружини Йоко Оно виникли сімейні проблеми. Коли Оно завершувала роботу над своїм четвертим альбомом Feeling the Space, Леннон вирішив, що також хоче записати новий альбом, і йому сподобалися студійні музиканти, яких їхня асистентка та координаторка продюсерського відділу Мей Панг підібрала для роботи над альбомом Оно. Незабаром після цього він попросив Панг забронювати їх і для своїх сесій. Бажаючи випустити альбом, який був би прийнятнішим, ніж його попередній політично заангажований комерційний провал Some Time in New York City, Леннон почав писати і демонструвати кілька пісень для Mind Games у своїй квартирі в Гринвіч-Вілледж. Він почав писати пісні після майже річної перерви, коли не писав жодного матеріалу.
На тлі частих судових засідань, в яких він намагався залишитися в Сполучених Штатах, Леннон зазнав стресу, ситуація лише гіршала постійним наглядом з боку ФБР, через його політичну активність. Леннон говорив: «Я просто не міг функціонувати, розумієте? У мене була параноя від того, що вони прослуховують телефон і стежать за мною.» Все це разом узяте призвело до того, що Леннон почав відчувати себе емоційно замкнутим. Леннон відклав свої страждання в сторону, щоб написати пісні для альбому Mind Games, написавши всі пісні для нього за тиждень.
Під псевдонімом «The Plastic U.F.Ono Band» Леннон найняв сесійного барабанщика Джима Келтнера, гітариста Девіда Спінозу, Гордона Едвардса на бас-гітарі, Артура Дженкінса на перкусію, Майкла Брекера на саксофоні, Кена Ашера на фортепіано та органі, а також вокальну групу для бек-вокалів під назвою Something Different. В цей час труднощі між Ленноном і Оно ставали дедалі помітнішими. Саме тоді, коли в червні мали розпочатися сесії в нью-йоркській студії Record Plant, Джон і Йоко розійшлися. За наполяганням Оно, Панг стала партнеркою і коханкою Леннона в їхніх 18-місячних стосунках, які згодом стали відомими як «втрачений вікенд» Леннона.

## Запис і зміст
Mind Games був записаний між липнем і серпнем 1973 року у характерній для Леннона швидкій манері, і був зведений протягом двох тижнів. Леннон продюсував альбом самостійно, після попереднього трирічного партнерства з Філом Спектором. Коли альбом був перезведений у 2002 році, було виявлено багато звукових аномалій, прихованих в оригінальному міксі. Деякі чорнові варіанти з'явилися на бутлегах і на John Lennon Anthology, що вийшла у 1998 році.
Альбом продовжив попередні спроби Леннона вести хроніку свого життя через пісні, тональність яких відображає низку змішаних почуттів. Серед похмурих і мелодійних пісень, звернених до Оно, «Aisumasen (I'm Sorry)» спочатку мала назву «Call My Name», пісня, в якій Леннон пропонував розрадити когось, в той час як в остаточній версії він просить про прощення. У пісні «One Day (At a Time)» Леннон співає про свою відданість Оно. «Out of the Blue» також відображає відданість Леннона своїй дружині, і відображає невпевненість автора в собі внаслідок їхньої розлуки. «Out the Blue» поєднує в собі кілька музичних жанрів, починаючи з ніжної, меланхолійної акустичної гітари і переходячи до госпелу, кантрі та хорової музики. Інша пісня про кохання, «You Are Here», взяла свою назву з одноразової художньої виставки Леннона в Галереї Роберта Фрейзера. До сесій Mind Games композиція пройшла через кілька різних тем, перш ніж Леннон зупинився на темі любові та миру. Оригінальний майстер-дубль «You Are Here» містив додатковий куплет, в якому йшлося про Японію та Англію.
Інші пісні альбому безтурботніші та оптимістичніші, знаменуючи повернення гумору та дотепності Леннона після безкомпромісної доктрини, яку він сповідував на Some Time in New York City. До таких пісень належить «Intuition», в якій Леннон розповідає про те, як життєвий досвід відточив його інстинкти, і як добре, що він пройшов через це. На початку 1973 року, під час демонстрації пісні на фортепіано, коли текст був ще незавершеним, він додав кілька рядків з двох раніше виданих треків — «How?» з альбому Imagine (1971) та «God» з альбому John Lennon/Plastic Ono Band (1970). «Only People» відображає його особисту філософію та філософію Оно. Пізніше Леннон сказав, що пісня не вдалася як пісня; в інтерв'ю журналу Playboy він зазначив: «Це був гарний хід, але я не зміг змусити слова набути сенсу.»
Також на Mind Games з'являються пісні, які потурали прихильності Леннона до чистого рок-н-ролу, такі як «Tight A$», назва якої була каламбуром виразів «тугий як» і «тугий зад». Трек виконаний у стилі рокабілі зі звучанням 1950-х років, на кшталт пісень, які надихали Леннона в юності. Інший рок-трек, «Meat City», містить слова, що більше відповідають ранній схильності Леннона до незрозумілих образів, ніж до особистого. Пісня була в стилі буґі до кінця 1971 року, коли вона почала набувати остаточної форми, хоча і з імпровізованим текстом. До кінця 1972 року Леннон переписав слова і закінчив розробку мелодії.
Пісня «Mind Games» з рефреном «любов — це відповідь» і закликом «займатися коханням, а не війною» нагадує про роботу Леннона з The Beatles у 1967 році. Він почав писати трек під час сесій Get Back на початку 1969-го під назвою «Make Love, Not War». Джон закінчив його після прочитання книги Mind Games: The Guide to Inner Space. Леннон записав демозаписи перейменованої «Mind Games» 28 і 29 грудня 1970 року у своїй домашній студії Ascot Sound Studios.
«Bring on the Lucie (Freda Peeple)» датується кінцем 1971 року, почавшись як трохи більше, ніж приспів, після того, як Леннон придбав гітару National. Після того, як він попрацював над текстом, пісня перетворилася з простого політичного гасла на повноцінну заяву, що натякає на його попередні роботи, такі як «Imagine» та «Power to the People». «Only People» і трисекундний мовчазний «Nutopian International Anthem» були єдиними політичними треками на альбомі. Останній відсилає до «Нутопія: Країна миру», концептуальну країну, яку Леннони оголосили на прес-конференції в Нью-Йорку в День сміху 1973 року. «I Know (I Know)» містить слова, в яких Леннон вибачається за свою легковажність і обговорює причини своєї невпевненості. На деяких чорнових міксах, доступних на бутлегах, видно трудомістке накладання доріжок на пісню, оскільки Леннон поступово вдосконалював аранжування. Фінальний трек Mind Games, «Meat City», містить прокляття Леннона «Fuck a pig!», прискорене задом наперед, в той час як мікс, використаний як бі-сайд до синглу «Mind Games», містив таку ж обробку фрази «Check the album!».
«Rock and Roll People» також була записана під час сесій альбому і передана Джонні Вінтеру для його альбому John Dawson Winter III. Версія Леннона залишалася невиданою до посмертного альбому Menlove Ave. 1986 року.

## Реліз і промо
Тоні Кінг, віце-президент Apple Records у Лос-Анджелесі на той час, переконав Леннона просувати Mind Games, організувавши для нього інтерв'ю з Billboard та Record World. Він також переконав Леннона знятися в телевізійній рекламі, в якій Кінг перевдягнувся в королеву Великої Британії і вальсував з Ленноном (рекламну сесію можна побачити у фільмі 1988 року Imagine: John Lennon). Кінг повторив роль королеви у двох радіороликах, що просували альбом.
Леннон сам створив обкладинку альбому Mind Games, власноруч вирізавши фотографії. Передня і задня обкладинки схожі; на задньому рукаві Леннон знаходиться ближче до переднього плану, що символізує його символічний відхід від Оно і її очевидний гірський вплив на нього.
Mind Games вийшов 29 жовтня в Америці і 16 листопада у Великій Британії, приблизно в той же час, що і Feeling the Space Оно. Apple Records випустили заголовний трек як сингл, з датами виходу альбому в США і Великій Британії. Сингл досяг 26 місця у Великій Британії і 18 місця в чарті Billboard Hot 100 в США. Альбом посів 13-те місце у Великій Британії та 9-те місце в чарті Billboard's Top LP. Хоча Mind Games продавався краще, ніж Some Time in New York City, за словами біографа Бітлз Кріса Інгема, його реліз «прийшов і пішов з ледь помітною хвилею». Автор Пітер Доггетт також пише, що альбом «не зробив нічого, щоб змінити статус [Леннона] як найменш комерційно успішного бітла».

## Критична оцінка
Джон Ландау з журналу Rolling Stone оцінив пісні на Mind Games як «його найгірші роботи» і вважав, що Леннон «безпорадно намагався нав'язати власне гігантське его аудиторії… [яка] з надією чекала, що він прокладе новий курс». Визнавши музику «придатною для прослуховування», Ландау назвав текст альбому «помилковим, оскільки він недооцінює інтелект своєї аудиторії» і додав: «Але тоді, можливо, дидактизм, проповідь і банальність Леннона є частиною гри розуму, що закладена в назві альбому. …» Ще враженіший Рей Коулман з Melody Maker виявив, що «сирі нерви Леннона, побитого цікавою логікою Америки і абсолютною жорстокосердістю, схоже, підштовхнули його до написання гострих текстів…». Підсумовуючи він написав: «Музично чи мелодійно це, можливо, не видатний альбом, але якщо ви любите хрипкий голос Леннона і, як і я, вважаєте його справжньою опорою багато чого з того, що прийшло від його старої групи, то, як і будь-який новий альбом Леннона, він буде приємним і навіть важливим.» У журналі Creem Роберт Крістгау описав альбом як «крок у правильному напрямку … але тільки крок. Він звучить як уривки з Imagine, що може здатися не таким вже й поганим, але означає, що Леннон повертається до ідей (інтелектуальних і музичних), які втратили для нього свою свіжість. Однак, сингл працює, і будемо сподіватися, що він не зупиниться на досягнутому.»
У своїй книзі 1975 року The Beatles: An Illustrated Record, журналісти NME Рой Карр і Тоні Тайлер висловили думку, що Mind Games «має всі ознаки того, що він був створений без будь-якої конкретної мети — окрім як для того, щоб спокутувати неприємні враження від Some Time In New York City». Відзначивши спроби співака відтворити «ліризм і мелодійну винахідливість» Imagine, Карр і Тайлер писали: «Причина того, що альбом в цілому не став ефективнішим, криється в особистій ситуації Леннона і в його схильності реагувати на події, замість того, щоб ініціювати їх». У книзі The Beatles Apart 1981 року Боб Воффінден писав, що, окрім «чудового» заголовного треку і «Bring on the Lucie», Mind Games «складався з таких-собі пісень, які майже не закарбовувалися в пам'яті», і що «найкраще, що можна сказати про альбом, — це те, що він був винятково добре спродюсований».
У рецензії для AllMusic критик Стівен Томас Ерлвайн пише, що «розгубленість… лежить в основі альбому. Леннон не знає, яким шляхом йти, тому пробує все». Ерлвайн додає: «Хоча найкращі номери є одними з найкращих у Леннона, їх лише кілька, а решта платівки просто приємна».
Сам Леннон пізніше сказав: «Сингл „Mind Games“ чудовий, але в ньому просто немає енергії, щоб витримати весь альбом, і немає ясності бачення. Ця обкладинка говорить мені більше, ніж сам альбом».

## Перевидання
Альбом був перевиданий у США на лейблі Capitol Records у 1978 і 1980 роках, причому останнє перевидання було бюджетним. У Великій Британії альбом був перевиданий на бюджетному лейблі EMI, Music for Pleasure (MFP), 28 листопада 1980 року, з іншою обкладинкою. Після смерті Леннона в грудні 1980 року, альбом, разом з сімома іншими альбомами співака, був перевиданий EMI як частина бокс-сету, який вийшов у Великій Британії 15 червня 1981 року. Вперше на CD альбом був виданий 3 серпня 1987-го, цього разу на лейблі Parlophone, і через кілька місяців, 22 березня 1988 року, в США на лейблі Capitol.
У 2002 році під керівництвом Аллана Рауса було зроблено повторне зведення Mind Games для його ремастерингового перевидання, що містив три раніше невидані демозаписи, яке вийшло 21 жовтня 2002 року у Великій Британії і майже через місяць у США, 5 листопада 2002 року. Він був перевиданий Mobile Fidelity Sound Lab у 2004 році на CD та вінілі. 2010 року оригінальний мікс був ремастирований в рамках перевидання всього каталогу Леннона, альбом був доступний окремо або як частина John Lennon Signature Box.

## Трек-лист
Всі пісні написані Джоном Ленноном.
| Сторона 1 | Сторона 1                           | Сторона 1  |
| #         | Назва                               | Тривалість |
| --------- | ----------------------------------- | ---------- |
| 1.        | «Mind Games»                        | 4:13       |
| 2.        | «Tight A$»                          | 3:37       |
| 3.        | «Aisumasen (I'm Sorry)»             | 4:44       |
| 4.        | «One Day (At a Time)»               | 3:09       |
| 5.        | «Bring on the Lucie (Freda Peeple)» | 4:12       |
| 6.        | «Nutopian International Anthem»     | 0:03       |

| Сторона 2 | Сторона 2         | Сторона 2  |
| #         | Назва             | Тривалість |
| --------- | ----------------- | ---------- |
| 7.        | «Intuition»       | 3:08       |
| 8.        | «Out the Blue»    | 3:23       |
| 9.        | «Only People»     | 3:23       |
| 10.       | «I Know (I Know)» | 3:49       |
| 11.       | «You Are Here»    | 4:08       |
| 12.       | «Meat City»       | 2:45       |

| Бонус-треки перевидання 2002 року | Бонус-треки перевидання 2002 року                  | Бонус-треки перевидання 2002 року |
| #                                 | Назва                                              | Тривалість                        |
| --------------------------------- | -------------------------------------------------- | --------------------------------- |
| 13.                               | «Aisumasen (I'm Sorry) (home version)»             | 3:35                              |
| 14.                               | «Bring on the Lucie (Freda Peeple) (home version)» | 1:02                              |
| 15.                               | «Meat City (home version)»                         | 2:36                              |

## Персоналії
- Джон Леннон — основний, гармонічний та бек-вокал, ритм-гітара, слайд-гітара, акустична гітара, клавінет, перкусія
- Кен Ашер — піаніно, Орган Гаммонда, меллотрон
- Девід Спіноза — соло-гітара
- Гордон Едвардс — бас-гітара
- Джим Келтнер — барабани
- Рік Маротта — барабани на «Bring on the Lucie» and «Meat City» (з Келтнером)
- Майкл Брекер — саксофон
- Снікі Піт Клейнов — педальна слайд-гітара
- Something Different — бек-вокали
- Рой Сікала, Ден Барб'єро — звукорежисери
- Том Рабстанк — мастеринг